# Jakob Finci
Jakob Finci (Arbe, 1º ottobre 1943) è un diplomatico bosniaco, attuale presidente della Comunità ebraica di Bosnia ed Erzegovina.

## Biografia
Finci è nato da una famiglia ebrea sefardita sarajevese il 1º ottobre 1943 nel campo di concentramento di Arbe. Dopo il liceo, si è laureato alla facoltà di diritto dell'Università di Sarajevo e dal 1966 ha lavorato come avvocato, esperto di diritto commerciale internazionale.
Jakob Finci è diventato membro della Presidenza della Comunità ebraica di Sarajevo nel 1990, e in questa veste ha lavorato ad attività umanitarie durante l'assedio di Sarajevo, fondando e diventando presidente della società culturale e umanitaria ebraica La Benevolencija. Nell'agosto 1995, Finci è stato eletto Presidente della Comunità ebraica di Bosnia ed Erzegovina.
Finci è membro fondatore del Consiglio interreligioso della Bosnia ed Erzegovina, istituito nel 1997. La sua composizione riflette le comunità islamiche, cristiane ed ebraiche del paese.
Finci è stato anche Presidente della Commissione Costituzionale della Federazione di Bosnia ed Erzegovina, Direttore dell'Agenzia del Servizio Civile della Bosnia ed Erzegovina dal 2000 al 2008, nonché ambasciatore in Svizzera e ambasciatore non residente presso il Principato del Liechtenstein dal 2008.
Come figura pubblica rispettata, Finci è stato eletto nel 2000 per presiedere il comitato nazionale incaricato di istituire una commissione per la verità e la riconciliazione. Due anni dopo, è stato nominato direttore dell'Agenzia della funzione pubblica della Bosnia-Erzegovina. Tuttavia, le sue ambizioni politiche furono vanificate quando apprese che, essendo ebreo, non poteva candidarsi alla presidenza della Bosnia ed Erzegovina. In base all'accordo di pace di Dayton che ha posto fine alla guerra in Bosnia il 14 dicembre 1995, l'appartenenza alla camera alta o alla presidenza è riservata a uno dei tre gruppi etnici: bosgnacchi, croati e serbi. Le minoranze, o "altri" al di fuori di questi gruppi costituenti, come ebrei e rom, possono essere membri della Camera dei rappresentanti, ma non possono candidarsi a cariche politiche superiori.
Jakob Finci e Dervo Sejdić, un prominente Rom bosniaco e membro del Consiglio Rom della Bosnia ed Erzegovina, hanno fatto appello alla Corte Europea dei Diritti Umani, sostenendo che la Costituzione della Bosnia ed Erzegovina viola la Convenzione Europea sui Diritti Umani. La sentenza è stata pronunciata a loro favore nel settembre 2009. La Corte ha riscontrato che alcune disposizioni della costituzione bosniaca e della legge elettorale discriminano i gruppi minoritari, in particolare impedendo ai cittadini non appartenenti ai tre popoli costitutivi (Bosgnacchi, Serbi e Croati) di essere eletti alla presidenza e alla Camera dei Popoli. Tuttavia, dopo oltre dieci anni dalla sentenza, essa non è stata ancora eseguita dalla Bosnia ed Erzegovina.
Finci tiene spesso conferenze su diversi argomenti, come il diritto commerciale internazionale, la privatizzazione, la risoluzione dei conflitti, la convivenza interetnica, nonché su questioni come l'organizzazione del lavoro umanitario, la raccolta di fondi, l'ebraismo.

## Onorificenze
Per il suo lavoro, Jakob Finci è stato decorato più volte. Tra le onorificenze che ha ricevuto figurano: la Gran Croce dell'Ordine al Merito della Repubblica Federale di Germania e la decorazione americana First American Freedom, ricevuta a Richmond, Virginia. È stato anche nominato Chevalier de la Légion d'Honneur della Repubblica francese. Nel 2009 è stato proclamato "Persona dell'anno" dal quotidiano di Sarajevo SAN e "Uomo dell'anno" per il 2013 dal quotidiano bosniaco Večernji list. Jakob Finci ha ricevuto il Premio Internazionale Primo Levi nel 2013 a Genova.